# William H. Gates épület
A William H. Gates épület a Washingtoni Egyetem Jogi Intézetének székhelye. A Seattle-ben fekvő létesítmény névadója William Henry Gates ügyvéd, Bill Gates édesapja.

## Története

### Tervezés
A Jogi Intézet székhelye korábban a campuson kívül elhelyezkedő Condon épületben volt; annak szűkössége miatt az intézet széttagolttá vált. Az állam nem biztosított forrásokat a bővítésre, így végül az egyetem úgy döntött, hogy a jogi intézetet új épületbe költözteti, a felszabadult Condon pedig az adminisztráció székhelye lesz.
1993-ban állami finanszírozással elindult az új iskola tervezése. Bill Gates anyagi támogatást ajánlott, ha az épületet édesapjáról nevezik el. 1995-ben az állam hozzájárult az építkezéshez, amelyhez 1,1 millió dollárt biztosítottak. A maradék tízmilliót az egyetemnek kellett biztosítania 1997. július 1-jéig.
1996 körül több kritika is érte a projektet, miszerint az egyetem felrúgta a városképről szóló megállapodást, valamint krízishelyzetben fontosabb feladatok elől veszik fel a forrásokat. Az új jogi épület a Parrington Parkban nyílt volna meg; az 1996 februári e-mail-váltások következtében annak területét az eredeti terv harmadára csökkentették, az N1-es parkolót pedig áthelyezték, így több fát is megmenthettek.
1999-ben az állam engedélyezte, hogy az új létesítmény a campus központi helyén épüljön fel.

### Finanszírozás
A megvalósításhoz 44,2 millió dollárt kötvényekből, 1,5 millió dollárt állami forrásokból, 34,3 milliót pedig magánadományokból fedeztek. A kötvények értékét az egyetem bevételeiből tervezték visszafizetni.
Több mint 160-an adományoztak; a legtöbbet, 12 milliót a Bill & Melinda Gates Foundation.

### Kivitelezés és megnyitás
A projekt kivitelezője a Kohn Pedersen Fox és a Mahlum Architects, fővállalkozója pedig Lewis Crutcher Lewis volt. A nyolcvanmilliós beruházás az optikai internethálózat kiépítését és a bútorok beszerelését is magában foglalta.
A 2001. május 4-ei alapkőletételen részt vett Richard Levis McCormick rektor, Roland Hjorth leköszönő és Dr. Joe Knight Jr. leendő dékán, Tom Foley házelnök, Gary Locke kormányzó, valamint Bill Gates is.
A 2003. szeptember 12-én megnyílt létesítmény területe 55%-kal meghaladja a Condon épületét. A költözés a létszámnövelést is lehetővé tette: korábban a 165 férőhelyet biztosító képzésekre több mint 1500-an jelentkeztek.

## Elhelyezkedése
Az épület a campus északnyugati részén, a Burke Természettörténeti és Kulturális Múzeum közelében fekszik. Paula Littlewood dékánhelyettes szerint elhelyezkedése segíti a hallgatók és oktatók közti együttműködést. Sherri Olson, a Seattle Post-Intelligencer újságírója szerint az épület a campus északnyugati részének hangsúlyos létesítménye.

## Kialakítása
A 18 200 m2 alapterületű épülethez 135 ezer téglát és 4400 négyzetméter üveget használtak fel. Az L alakú létesítményben négy lift található. Sherri Olson szerint a kialakítás során keveredtek a modern és hagyományos elemek; szerinte a kivitelező sem vakmerően modern, sem túlságosan konzervatív nem volt.
Egyes falakon nyírhatású burkolat található, mivel az ilyen helyeken megszokott sötét panelek az egész napot az épületben töltő hallgatók számára demotiváló lehet. Sherri Olson szerint a megoldás „egyesek szerint szakít a hagyományokkal, de segíthet, hogy az intézmény eltávolodjon a cigarettaszagú fiúiskoláktól”.

### Beltér
Az akadálymentesített épületben szimulációs tárgyalóterem, számítógépes laboratórium, büfék, szoptatószobák és zuhanyzók is találhatóak.
A kisgyermekes szülők önálló teremből követhetik az előadásokat; a helyiség Katherine Long, a The Seattle Times újságírója szerint a mozik hasonló létesítményeihez hasonlít. 2011-ben a szobát az egyetem családcentrikus légkörének bemutatására használták.
Az épület minden előadótermében van projektor, valamint nagysebességű internet-hozzáférés is. Az L1 szinten a folyóiratok kiadóinak irodái találhatóak.
Mivel Ronald Hjorth dékán és Richard O. Kummert oktató is az adományozók között voltak, egy-egy osztályterem a nevüket viseli.
Az intézeti könyvtár az épület L1-es és L2-es szintjein helyezkedik el; a 930 négyzetméteres olvasóterem mellett növényekkel borított terasszal is rendelkezik. A létesítmény a megnyitáskor rendelkezett a későbbi bővítésekhez szükséges hellyel.

## Fordítás
- Ez a szócikk részben vagy egészben  a   William H. Gates Hall című angol Wikipédia-szócikk ezen változatának fordításán alapul.  Az eredeti cikk szerkesztőit annak laptörténete sorolja fel. Ez a jelzés csupán a megfogalmazás eredetét és a szerzői jogokat jelzi, nem szolgál a cikkben szereplő információk forrásmegjelöléseként.